# Magnus de Sparre
Magnus Louis Marie, comte de Sparre, né le 12 mai 1849 à Mannenbach, localité de la commune de Salenstein en Suisse, mort le 27 février 1933 à Lyon, est un spécialiste français de la balistique.

## Biographie
Issu de la Maison de Sparre, il effectue ses études à l'École polytechnique (promotion 1868) et choisit le corps de l'artillerie. Il enseigne à partir de 1877 à la Faculté catholique des sciences de Lyon, dont il devient professeur (1882) puis doyen (1901). Il a été membre correspondant de l'Académie des sciences. Ses travaux sont couronnés du prix Poncelet en 1909.
Le 2 décembre 1890 il est élu membre de l'académie des Sciences, Belles-Lettres et Arts de Lyon.

## Écrits
- « Étude du mouvement du projectile dans le cas où la résistance de l'air est supposée proportionnelle au cube de la vitesse », Mémorial de l'artillerie de marine, vol. XXVII,‎ 1899.
- « Étude du mouvement des projectiles dans le cas où la résistance de l'air est supposée proportionnelle à la 4° puissance de la vitesse », Mémorial de l'artillerie de marine, vol. XXVII,‎ 1899.
- « Sur la trajectoire des projectiles lancés avec une grande vitesse. Sur l'influence des conditions atmosphériques », C. R. Acad. Sc.,‎ 20 décembre 1915, 3 janvier 1916, 3 avril 1916.
- « Sur le calcul des grandes trajectoires », Ann. de la Soc. sci. de Bruxelles, tome 42 (1923).
- « Sur les trajectoires des projectiles lancés par les avions ou dirigeables », C. R. Acad. Sc., Paris,‎ 3 mai 191?.